# Dżamal Mubarak
Dżamal ad-Din Muhammad Husni as-Sajjid Mubarak, Gamal Mubarak (arab: جمال مبارك; ur. 27 grudnia 1963 w Kairze) – egipski polityk, młodszy z dwojga synów byłego prezydenta Egiptu, Husniego Mubaraka i Suzan Mubarak. W przeciwieństwie do starszego brata, Ala, Dżamal Mubarak angażował się w życie polityczne kraju. Często wymieniany był jako sukcesor fotelu prezydenckiego po swoim ojcu.
Dżamal Mubarak ukończył American University w Kairze. Pracował dla Bank of America w jego filii w Egipcie.
W 2002 roku został mianowany przez ojca sekretarzem generalnym Komitetu Politycznego Partii Narodowodemokratycznej. W gabinecie premiera Ahmeda Nazifa, utworzonym w 2004 roku, znalazło się wielu ministrów związanych z tą instytucją i młodym Mubarakiem.
Kadencja Husniego Mubaraka wygasła w 2011 roku. Wielu obserwatorów przewidywało odziedziczenie władzy przez syna prezydenta. Opozycja była jednak temu przeciwna i chciała, aby zmiana u sterów rządów dokonała się w sposób demokratyczny. Mubarak pod naciskiem opozycji w lutym 2005 roku wprowadził do konstytucji przepis gwarantujący udział w wyborach prezydenckich więcej niż jednego kandydata.
5 lutego 2011 roku w czasie egipskich protestów Dżamal Mubarak zrezygnował z kierowania BP Partii Narodowo-Demokratycznej.